# Chatky (hromada Mościska)
Chatky (ukr. Хатки) – wieś na Ukrainie, w obwodzie lwowskim, w rejonie jaworowskim, w hromadzie Mościska. W 2001 roku liczyła 117 mieszkańców.